# Fougasse
Cyril Kenneth Bird, nome artístico Fougasse (17 de Dezembro de 1887, Londres - 11 de Junho de 1965, Londres) foi um cartunista britânico mais conhecido por seu editorship da revista Punch.